# NGC 1616
NGC 1616 este o galaxie spirală situată în constelația Dalta. A fost descoperită în 24 octombrie 1835 de către John Herschel. Se află la o distanță de 63,1 de megaparseci de Pământ.